# Karl Schartelmüller

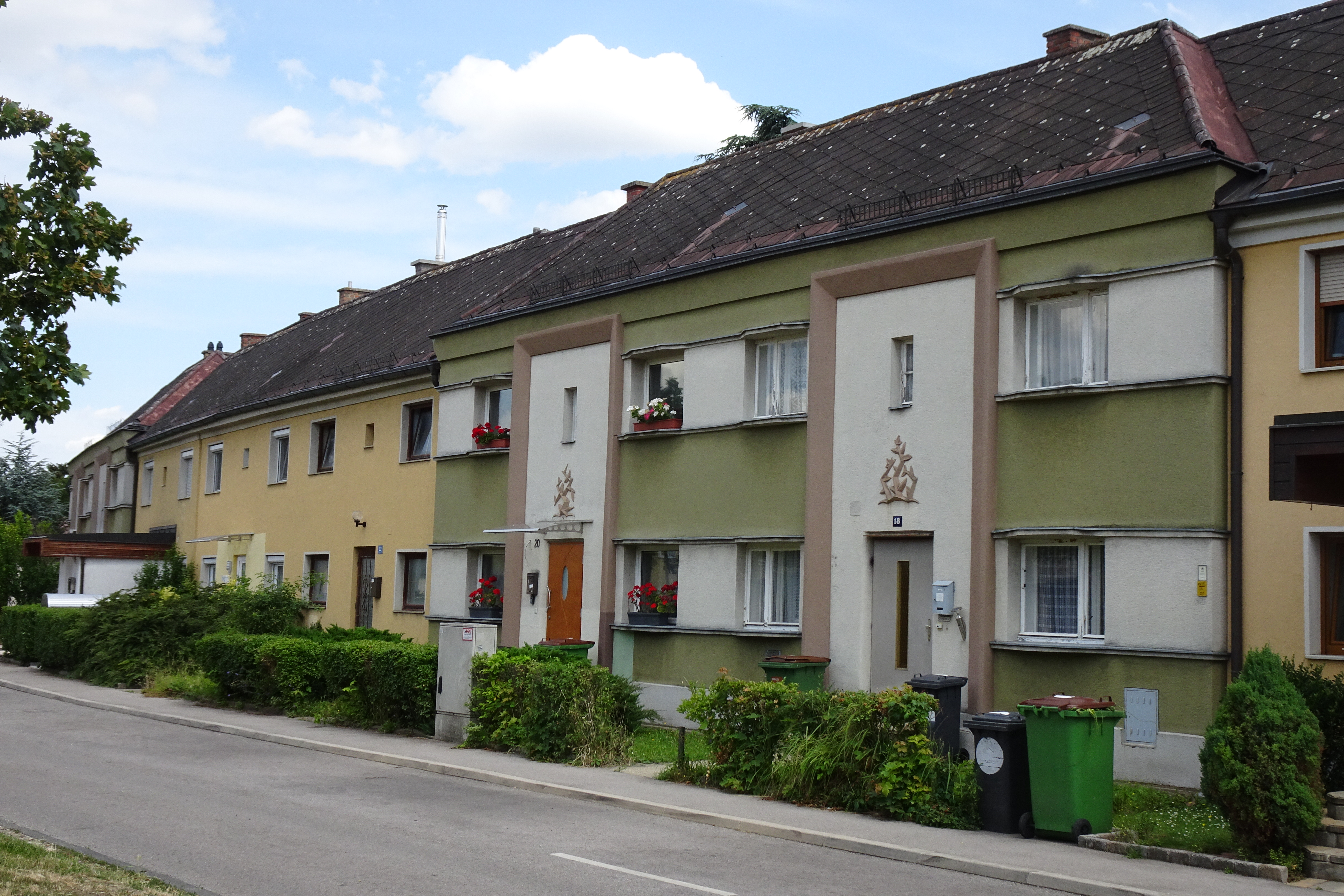
Reihenhäuser in der Freihofsiedlung

Karl Schartelmüller (geboren am 13. Mai 1884 in Wien; gestorben am 30. Oktober 1947 ebenda) war ein österreichischer Architekt.

## Leben
Nach einem Studium der Architektur und des Maschinenbaus war er ab 1911 zwei Jahre lang Assistent an der Technischen Hochschule, unter anderem bei Leopold Simony, der dort eine Professur für Utilitätsbau innehatte. Kurz vor dem Ersten Weltkrieg trat er in den Dienst der Gemeinde Wien, wo er als beamteter Architekt im Stadtbauamt arbeitete, eine Position, die er auch nach dem Krieg im „Roten Wien“ fortführte.
Im Wohnbauprogramm der sozialdemokratischen Stadtregierung war er vor allem im Bereich des Siedlungsbaus tätig – die anfänglich wild entstandenen Siedlungen nach dem Ersten Weltkrieg (Siedlerbewegung Wien) wurden in den frühen 1920ern unter der Regie der Stadt gebaut, wobei sowohl kommunale als auch genossenschaftliche Siedlungen entstanden. Auch Schartelmüller selbst lebte in einer Siedlung, der 1922–1924 von Emil Krause errichteten „Künstlersiedlung“ in Speising (die für einkommensschwache Künstler gedacht war).
Nach dem Ende des „Roten Wien“ verblieb er in seiner Position im Stadtbauamt, dank seiner guten Kontakte im Rathaus auch nach dem „Anschluss“ – nach 1938 nahm er selbst Planungen für die Erweiterung von Siedlungsanlagen vor. Kurz vor Kriegsende wurde er allerdings aus nicht ganz geklärten Gründen zwangspensioniert, angeblich wegen Kritik am Regime, die mit dem Tod von zwei seiner drei Söhne an der Front zu tun hatte, seine aufrecht gebliebenen Ehe mit seiner als „Halbjüdin“ eingestuften Frau Maria Malvine dürfte auch eine Rolle gespielt haben.
Nach Kriegsende wurde er von der demokratischen Stadtverwaltung zum Leiter der Stadtplanung berufen, einen wesentlichen Teil seiner Tätigkeiten nahm dabei die Erfassung von Bombenschäden ein. Er war aber auch an den Ausschreibungen zur Neugestaltung von Stephansplatz, Karlsplatz und der Ausgestaltung des Donauufers beteiligt.

## Bauten
Schartelmüllers Tätigkeit als Architekt konzentrierte sich vor allem auf zwei große Siedlungsanlagen: die Freihofsiedlung im 22. Wiener Gemeindebezirk und die Siedlung Lockerwiese im 13. Bezirk. Sie bestehen aus Reihenhäusern mit Gärten, beides mit unterschiedlichen Größentypen.
Die Freihofsiedlung entstand in ihren Grundzügen 1923–1927 und ist größtenteils genossenschaftlich, es gibt in ihr allerdings zwei kommunale Wohnhäuser, die ebenfalls von Schartelmüller stammen. Etwas weiter südlich befindet sich die 1922–1924 errichtete Siedlung Plankenäcker, die ursprünglich eine Fortsetzung der Freihofsiedlung hätte werden sollen. 1938 erfolgte ein Ausbau durch Schartelmüller an der Marangasse. Diese Erweiterung, die Wohnhäuser und ein 1930–1933 für die Siedlung erbautes Schulgebäude befinden sich unter Denkmalschutz.
Die Siedlung Lockerwiese wurde im Anschluss daran 1928–1930 erbaut. Sie war von Anfang an rein kommunal. Nach Achleitner stellt sie einen „Qualitätssprung“ gegenüber den früheren Siedlungen in Wien dar, da der Selbstversorgungsgedanke bei ihr in den Hintergrund und die Wohnfunktion in den Vordergrund tritt. Auch diese Siedlung erhielt 1938 von Schartelmüller eine Erweiterung und befindet sich unter Denkmalschutz.
Den beiden Siedlungen ist eine unregelmäßige Grundstruktur gemeinsam: die Straßen sind gekrümmt oder überecklaufend und werden öfter von platzartigen Verbreiterungen („Höfen“) flankiert. In der Mitte beider Siedlungen ist jeweils ein Platz, an dem sich Geschäfte und Gemeinschaftseinrichtungen befinden. Diese Typologie entspricht der englischen Gartenstadt (Schartelmüller wird übereinstimmend als „anglophil“ beschrieben), aber auch dem städtebaulichen Ideal Camillo Sittes, das in Wien breit rezipiert wurde, wenn auch eine direkte Beeinflussung Schartelmüllers nicht beweisbar ist.
Gestalterisch ist bei Schartelmüller zeittypisch ein Übergang von eher expressionistischen Formen zu einer zunehmenden Sachlichkeit zu beobachten, allerdings wurde gerade die Freihofsiedlung in weiterer Folge stark verändert, so dass dies nur mehr in einzelnen Details sichtbar ist.

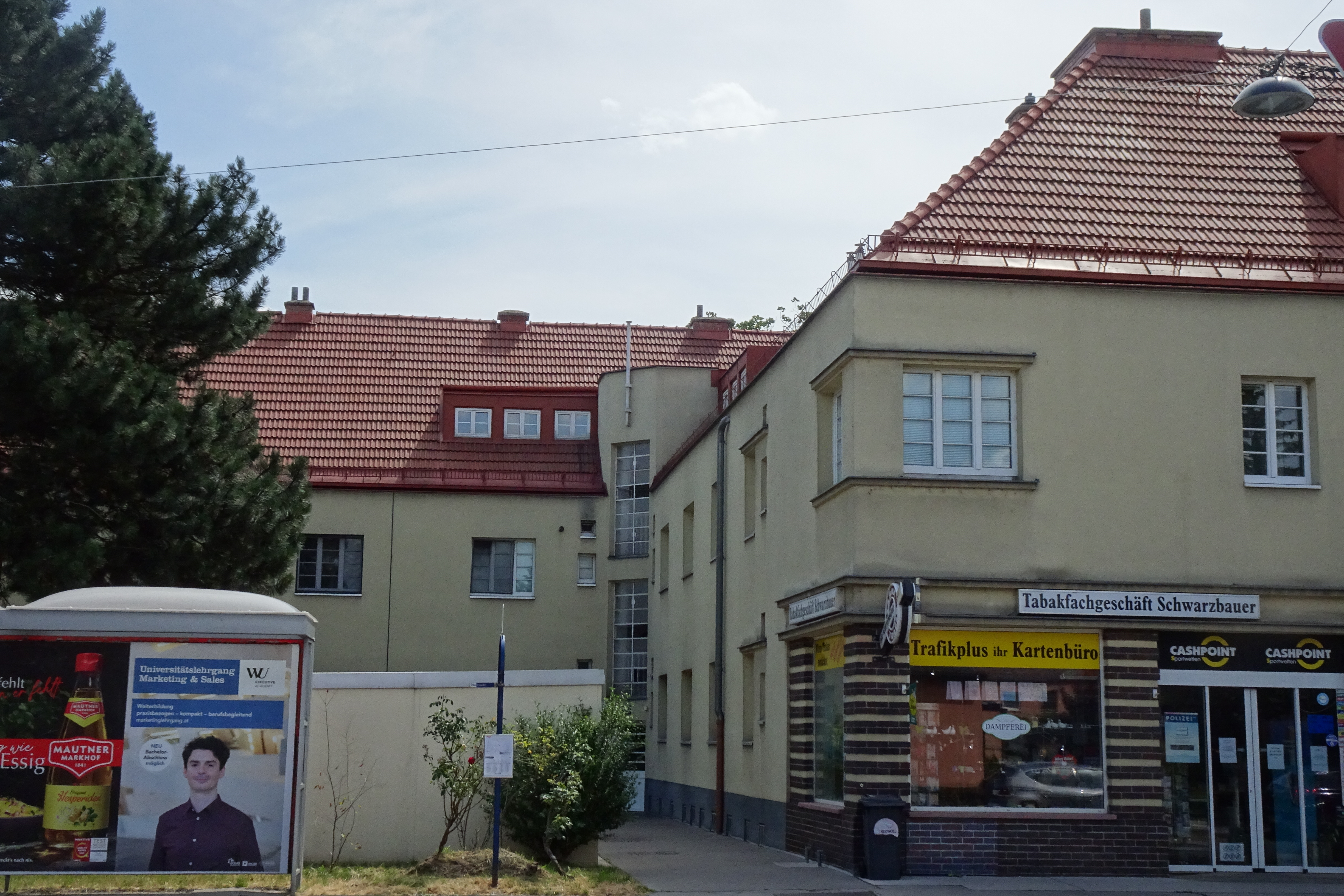
Eines der Wohnhäuser in der Freihofsiedlung
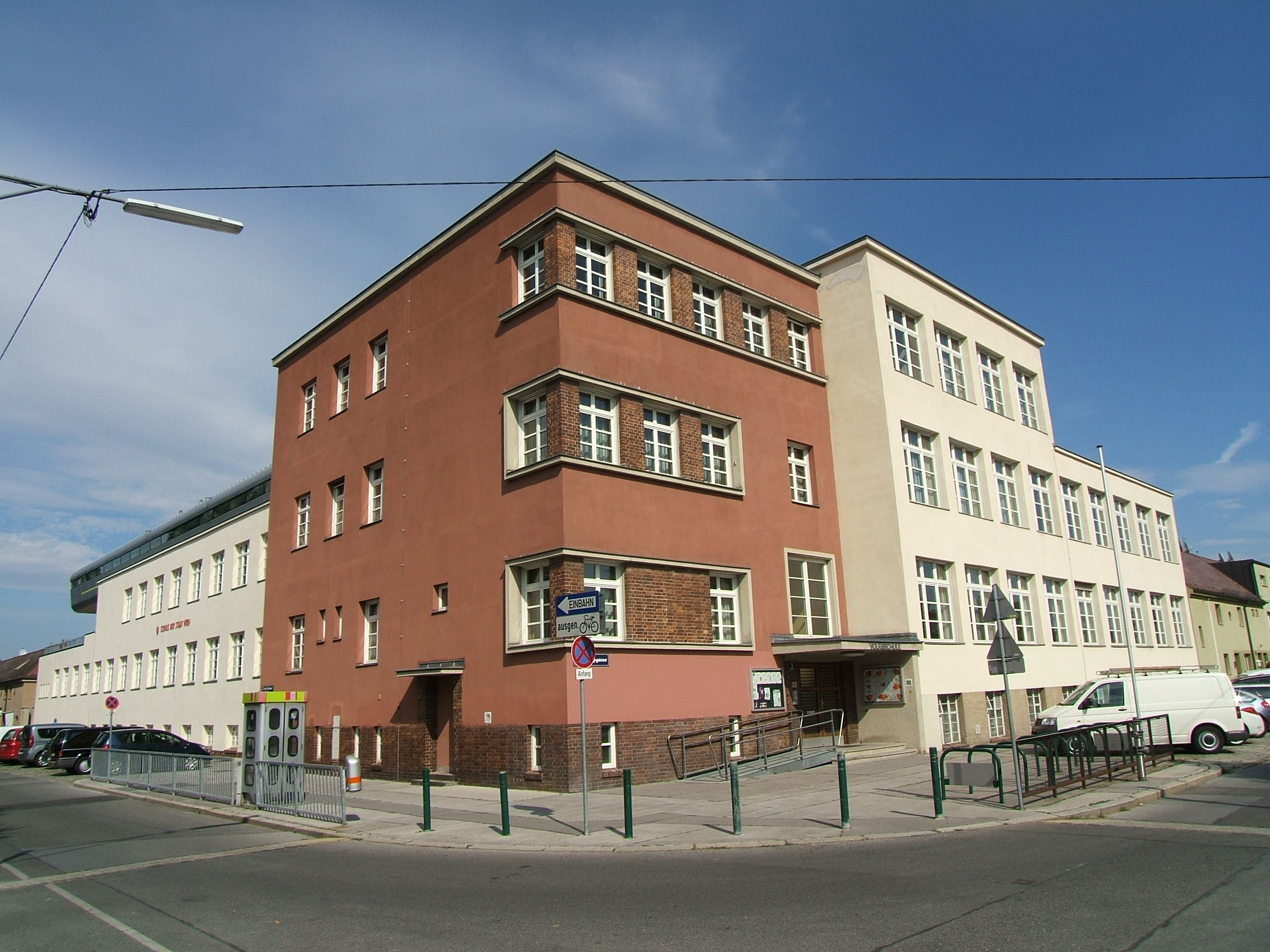
Die Schule für die Freihofsiedlung
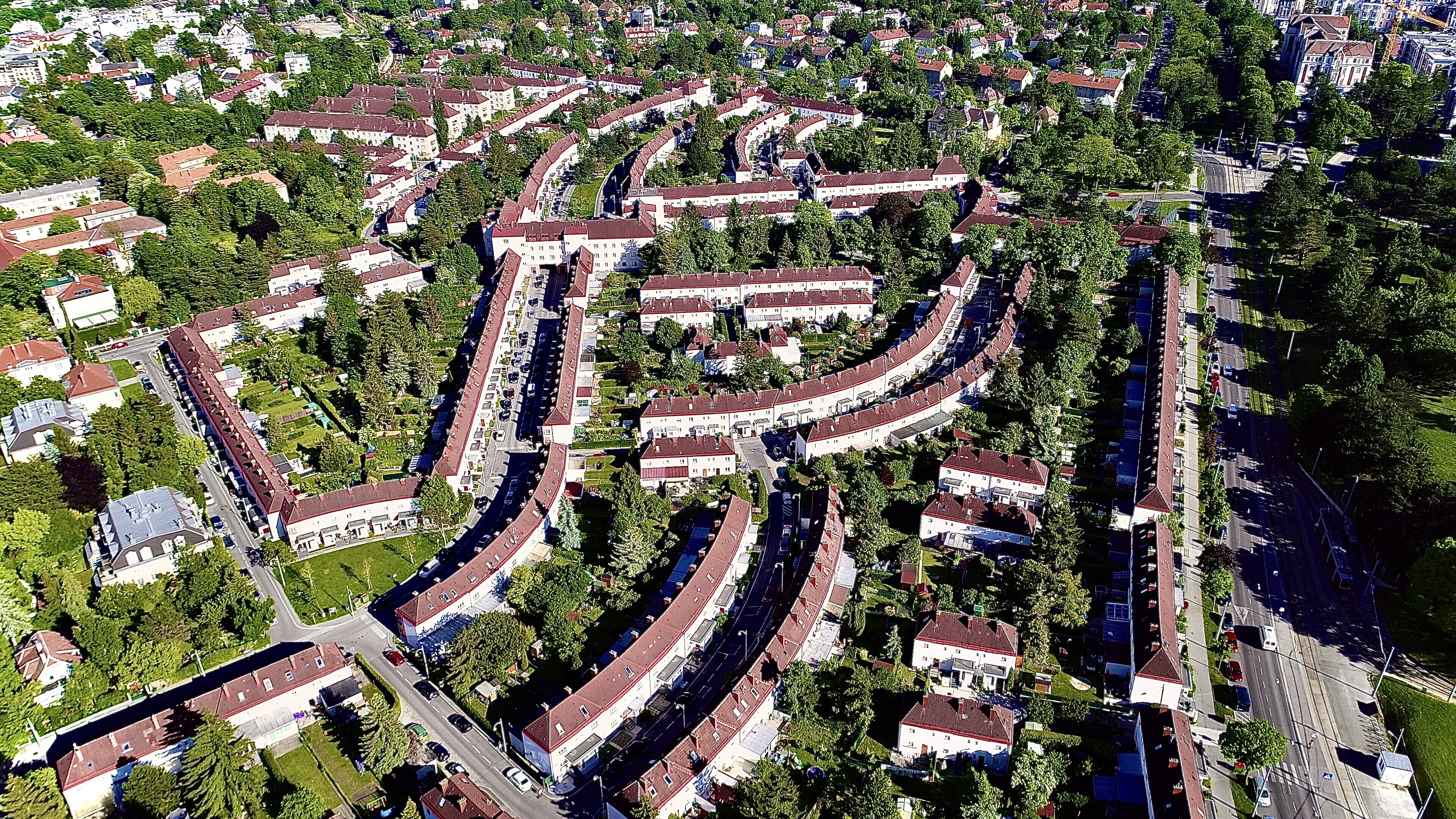
Luftaufnahme der Siedlung Lockerwiese, die ihre unregelmäßige Anlage zeigt
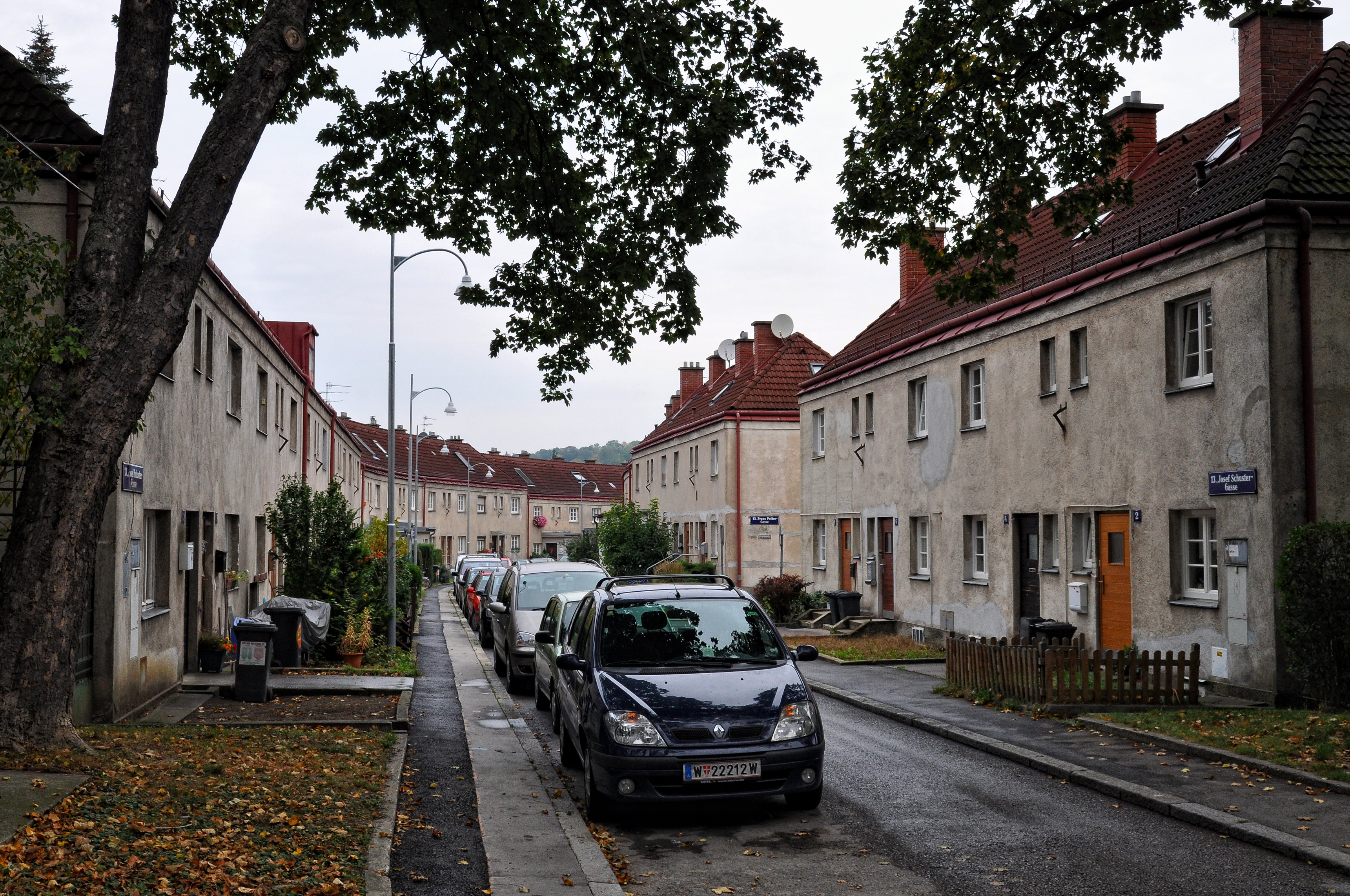
Eine Gasse in der Siedlung Lockerwiese